# 第3高射特科大隊
第3高射特科大隊（だいさんこうしゃとっかだいたい、JGSDF 3rd Antiaircraft Artillery Battalion）は、兵庫県姫路市の姫路駐屯地に駐屯する第3師団隷下の高射特科部隊である。

## 概要
空からの脅威に対して監視および射撃を実施する第3師団唯一の対空作戦の骨幹となる部隊であり、隊長は2等陸佐で隊旗は、濃黄の大隊旗を使用する。大隊理念は「三都之盾」。
警備隊区は淡路島。
1992年（平成4年）3月に第3師団の改編により第3特科連隊から独立し師団直轄となる。81式短距離地対空誘導弾（C）（短SAM）、93式近距離地対空誘導弾（近SAM）、79式対空レーダ装置 JTPS-P9（P9）、対空レーダ装置 JTPS-P14（P14）等を装備する。

## 沿革
- 1951年（昭和26年）5月1日：第3管区隊第63連隊第5大隊（4個高射中隊）として編成完結。

第3特科連隊第5大隊
- 1954年（昭和29年）7月1日：陸上自衛隊発足により、第3特科連隊第5大隊（3個射撃隊）に改称。

第3特科連隊第6大隊
- 1962年（昭和37年）1月18日：第3管区隊の第3師団への改編に伴い、第6大隊（4個射撃隊）に改編・改称。
- 1969年（昭和44年）3月    ：5個射撃隊編成に改編｡
- 1976年（昭和51年）3月25日：M15A1対空自走砲から35mm2連装高射機関砲 L-90へ換装に伴い、第6大隊を2個高射中隊に改編｡
- 1989年（平成元年）12月    ：1個L-90中隊を81式短距離地対空誘導弾中隊に換装。全国で最後となるM15A1対空自走砲の実弾射撃を実施、これをもって同器材は退役となる。

第3高射特科大隊
- 1992年（平成04年）3月27日：第3特科連隊第6大隊が第3高射特科大隊として分離・独立、師団直轄となる。
- 1994年（平成06年）3月28日：第3師団改編に伴い、高射中隊を3個小隊に改編｡
- 2006年（平成18年）3月27日：L-90中隊を93式近距離地対空誘導弾中隊に換装。後方支援体制変換に伴い、整備部門を第3後方支援連隊第2整備大隊高射直接支援隊へ移管。
- 2012年（平成24年）3月27日：創隊20周年記念行事｡
- 2017年（平成29年）
  - 2月    ：ADCCSⅡ型を導入｡
  - 3月27日：大隊改編。

  1. 本部管理中隊情報小隊を指揮情報中隊へ移動。
  2. 第1高射中隊を廃止、指揮情報中隊を新編。
  3. 第2高射中隊を高射中隊へ改称。

## 部隊編成
- 第3高射特科大隊本部
- 本部管理中隊「3高特-本」
- 指揮情報中隊「3高特-指」[3][信頼性要検証]：93式近距離地対空誘導弾
- 高射中隊「3高特-高」：81式短距離地対空誘導弾

## 整備支援部隊
- 第3後方支援連隊第2整備大隊高射直接支援隊「3後支-2整-高」（姫路駐屯地）：2006年（平成18年）3月27日から

## 廃止（改編）部隊
- 第1高射中隊：2017年（平成29年）3月26日廃止。指揮情報中隊に改編。
- 第2高射中隊：2017年（平成29年）3月26日廃止。高射中隊に改編。

## 主要装備
- 81式短距離地対空誘導弾
- 93式近距離地対空誘導弾
- 対空戦闘指揮統制システム（ADCCS）Ⅱ型
- 対空レーダ装置 JTPS-P14
- 79式対空レーダ装置 JTPS-P9
- 1/2tトラック / 73式小型トラック
- 1 1/2tトラック / 73式中型トラック
- 3 1/2tトラック / 73式大型トラック
- 89式5.56mm小銃
- 9mm拳銃

## 警備隊区
淡路島の3市（淡路市、南あわじ市、洲本市）を担任。